# اوکرانگلیک (استان ماسوویان)
اوکرانگلیک (به لهستانی:  Okrąglik) یک روستا در لهستان است که در گمینا بیاووبژگی (استان ماسوویان) واقع شده‌است. اوکرانگلیک ۱۲۰ نفر جمعیت دارد.